# Acalypta marginata
Acalypta marginata är en insektsart som först beskrevs av Wolff 1804.  Acalypta marginata ingår i släktet Acalypta, och familjen nätskinnbaggar. Arten är reproducerande i Sverige.